# Cirrí Sur
Cirrí Sur è un distretto della Costa Rica facente parte del cantone di Naranjo, nella provincia di Alajuela.